# My Status as an Assassin Obviously Exceeds the Hero's
Мій статус вбивці явно перевищує статус героя (яп. 暗殺者である俺のステータスが勇者よりも明らかに強いのだが, Asashin de Aru no Sutētasu ga Yūsha Yori mo Akiraka ni Tsuyoi Nodaga, My Status as an Assassin Obviously Exceeds the Hero's) — японське ранобе, написане Мацурі Акай та проілюстроване Тодзаєм. Серіалізація розпочалася на сайті Shōsetsuka ni Narō у січні 2017 року. Пізніше права на видання придбало видавництво Overlap, яке з листопада 2017 року випускає серію під імпринтом Overlap Bunko. Манґа-адаптація, ілюстрована Хіроюкі Айгамо, почала виходити на сайті Comic Gardo від Overlap у липні 2018 року. Телевізійна аніме-адаптація, створена TMS Entertainment та анімована Sunrise, виходить в ефір у жовтні 2025 року.

## Персонажі
Акіра Ода (яп. 織田 晶, Oda Akira)
Сейю: Такео Оцука
Амелія Роузкворц (яп. アメリア・ローズクォーツ, Ameria Rōzukwōtsu)
Сейю: Саку Мідзуно

## Медіа

### Ранобе
Написане Мацурі Акай, «My Status as an Assassin Obviously Exceeds the Hero's» розпочало серіалізацію на сайті Shōsetsuka ni Narō 26 січня 2017 року. Пізніше права на видання придбало Overlap, яке 25 листопада 2017 року почало випуск серії з ілюстраціями Тодзая під імпринтом Overlap Bunko. Станом на 25 лютого 2021 року вийшло чотири томи. Серія ліцензована англійською мовою видавництвом Seven Seas Entertainment.
| № | Дата виходу       | ISBN                   |
| - | ----------------- | ---------------------- |
| 1 | 25 листопада 2017 | ISBN 978-4-86554-280-6 |
| 2 | 25 березня 2018   | ISBN 978-4-86554-327-8 |
| 3 | 25 січня 2019     | ISBN 978-4-86554-376-6 |
| 4 | 25 лютого 2021    | ISBN 978-4-86554-845-7 |

### Манґа
Манґа-адаптація, ілюстрована Хіроюкі Айгамо, почала серіалізацію на сайті Comic Gardo від Overlap 10 липня 2018 року. Станом на 25 вересня 2023 року глави манґи зібрано у п’ять томів танкобон. Манґа-адаптація також ліцензована англійською мовою видавництвом Seven Seas Entertainment.
| № | Дата виходу       | ISBN                   |
| - | ----------------- | ---------------------- |
| 1 | 25 листопада 2017 | ISBN 978-4-86554-280-6 |
| 2 | 25 квітня 2018    | ISBN 978-4-86554-327-8 |
| 3 | 25 січня 2019     | ISBN 978-4-86554-376-6 |
| 4 | 25 лютого 2021    | ISBN 978-4-86554-845-7 |
| 5 | 25 вересня 2023   | ISBN 978-4-8240-0615-8 |
| 6 | 25 лютого 2025    | ISBN 978-4-8240-1096-4 |

### Аніме
Аніме-телесеріал було анонсовано 18 лютого 2025 року. Серіал створується TMS Entertainment, анімацією займатиметься Sunrise (студійний підрозділ Bandai Namco Filmworks). Режисером виступив Нобуйоші Хабара, композицією серії займається Куніхіко Окада, дизайном персонажів — Хірона Окада та Каорі Сайто, дизайном монстрів — Масахіро Ямане, а музику складає Сатоші Ігараші. Прем’єра запланована на жовтень 2025 року.

## Сприйняття
Станом на вересень 2023 року серія налічувала понад 1,2 мільйона копій у обігу.